# Richard Kaden (Musiker)
Richard Ferdinand Kaden (* 10. Februar 1856 in Dresden; † 9. Juli 1923 ebendort) war ein deutscher Musiker (Geige, Bratsche), Musikpädagoge, Musikschriftsteller und Komponist.

## Leben
Richard Kaden stammte aus einer Freiberger Bergmannsfamilie. 1856 wurde er als einer von zwei Söhnen – Richards Bruder wurde Major – des Ministerial-Kassenbeamten Moritz Ferdinand Kaden (gest. 1921) und dessen Frau Emilie Geyer in der königlich-sächsischen Haupt- und Residenzstadt Dresden geboren. Sein Vater, der zunächst selbst Bergmann gewesen war, diente dann als Tambour in der Königlich Sächsischen Armee. Als Soldat erlebte er die Deutsche Revolution 1848/1849 mit. Mit dem Ausscheiden aus der Armee folgte er einem Vorgesetzten in die Direktion einer privaten Eisenbahngesellschaft. Nach der Verstaatlichung schaffte er es als Unterbeamter ins Ministerium nach Dresden.
Kaden besuchte die 1. Bürgerschule seiner Heimatstadt. Noch als Schüler begann er eine Ausbildung am Königlichen Konservatorium Dresden (bis 1877). Zu seinen Lehrern gehörten u. a. Konzertmeister Ferdinand Hüllweck und später Johann Christoph Lauterbach in Violine sowie Carl Heinrich Döring in Klavier, Julius Rietz in Theorie und Komposition, Wilhelm Rischbieter in Kontrapunkt und Julius Rühlmann in Musikgeschichte. Im Alter von vierzehn Jahren wurde er Geiger der Buffoldschen Stadtkapelle. Mit fünfzehn Jahren war er „Chef der zweiten Geige“. Nach Auflösung der Stadtkapelle war er von 1872 bis 1896 Bratschist der Königlich-sächsischen musikalischen Kapelle. 1888 wurde er in das Bayreuther Festspielorchester berufen.
Während seiner Tätigkeit als Musiker wurde er Hörer am Königlich Sächsischen Polytechnikum Dresden. Dort studierte er Philosophie und Pädagogik (bei Friedrich Schulze) sowie Psychologie. Weitere Inspiration erhielt er durch Paul Hohlfeld, Herausgeber der Schriften Karl Christian Friedrich Krauses und späterer wissenschaftlicher Leiter der Pädagogischen Musikschule.
Von 1872 bis 1883 wurde er als Violin- und Ensemblelehrer am Dresdner Konservatorium verpflichtet. Im Jahr 1883 wurde er künstlerischer Leiter der reformorientierten privaten „Pädagogischen Musikschule zu Dresden“, die von seiner Schülerin und späteren Frau Vera von Mertschinskis gegründet worden und bis 1931 existent war. Dort waren u. a. Henri Marteau und Karl Panzner seine Schüler. Er gilt ferner als spiritus rector des Musikpädagogen Fritz Reuter. Darüber hinaus war er Vorsitzender des Dresdner und 2. Vorsitzender der Sächsischen Musikschuldirektorenvereinigung. Dort brachte er u. a. gemeinsam mit Hugo Riemann, Julius Klengel und Hermann Vetter eine Prüfungsordnung (ab 1913) für Musikschullehrer auf den Weg.
Er verfasste Aufsätze (Der Kunstwart, Neue Zeitschrift für Musik, Musikalisches Wochenblatt u. a.) zu musikpädagogischen und ästhetischen Themen. Mit seinem Manuskript Schule der Musikpädagogik (1892) wollte er „ein wissenschaftlich untermauertes System der Musikpädagogik“ (Siegfried Freitag) schaffen. Kaden hielt Vorträge über Musik, Philosophie und Pädagogik, etwa im Rahmen des Literarischen Vereins zu Dresden, dessen Mitglied er war. Ferner war er Mitglied der Dresdner Freimaurerloge „Zum goldenen Apfel“.
Kaden trat auch als Komponist hervor, so schuf er u. a. mehrere Violinwerke und eine Sinfonie. Außerdem bearbeitete er die Baillotsche Violinschule.

## Familie
In erster Ehe (ab 1879) war er mit der Predigertochter Franziska Boeck aus Danzig verheiratet. Seine zweite Frau war ab 1909 Vera von Mertschinski, Tochter des russischen Titularrats und Erziehers bei Graf Schuwalow in St. Petersburg. Kaden war Vater eines Kindes: Elsa (geb. 1882). Er verstarb 1923 an einer schweren Lungenentzündung in Dresden.

## Auszeichnungen
Er war Träger des Ritterkreuzes II. Klasse des Albrechts-Ordens.

## Schriften (Auswahl)
- Parsifal im Lichte des Zeitgeistes. 2. Auflage. Kaufmann, Dresden 1914.